# داريو يرتيتش
داريو يرتيتش (بالكرواتية: Dario Jertec)‏ (5 سبتمبر 1985 بفاراجدين في كرواتيا - ) هو لاعب كرة قدم كرواتي في مركز الوسط. شارك مع منتخب كرواتيا تحت 21 سنة لكرة القدم. أما مع النوادي، فقد لعب مع نادي التعاون ونادي الفيصلي ونادي القادسية ونادي دينامو زغرب ونادي رييكا ونادي فاراجدين ونادي هجر وهايدوك سبليت وNK Čakovec ‏ وNK Zavrč ‏.

## وصلات خارجية
- داريو يرتيتش على موقع اتحاد كرواتيا (الكرواتية)
- داريو يرتيتش على موقع قاعدة بيانات كرة القدم.إي يو (الإنجليزية)
- داريو يرتيتش على موقع Soccerway.com (الإنجليزية)
- داريو يرتيتش على موقع عالم كرة القدم.نت (الإنجليزية)